# 岩崎信
岩崎 信（いわさき しん、1945年（昭和20年）1月26日 - ）は日本の工学者、青森県十和田市生まれ、岩手県盛岡市育ち。
東北大学大学院教育情報学研究部教授、同研究部長（2006～2007年度）、ISTU支援室長（2004～2005年度）などを歴任。博士（工学）。

## 略歴
- 1967年 東北大学理学部卒業
- 1969年 東北大学大学院工学研究科博士課程前期修了
- この間、東北大学工学部助手・助教授等を務める。
- 1999年 東北大学大学院工学研究科助教授
- 2002年 東北大学大学院教育情報学研究部助教授
- 2004年 東北大学大学院教育情報学研究部教授（2006年3月まで、研究部長補佐兼ISTU支援室長併任）
- 2006年 同研究部長兼任

## 著作
R.M.ガニェ他著『インストラクショナルデザインの原理』北大路書房、2007年。（鈴木克明と共監訳） 